# Rainsville (Indiana)
Pour les articles homonymes, voir Rainsville.

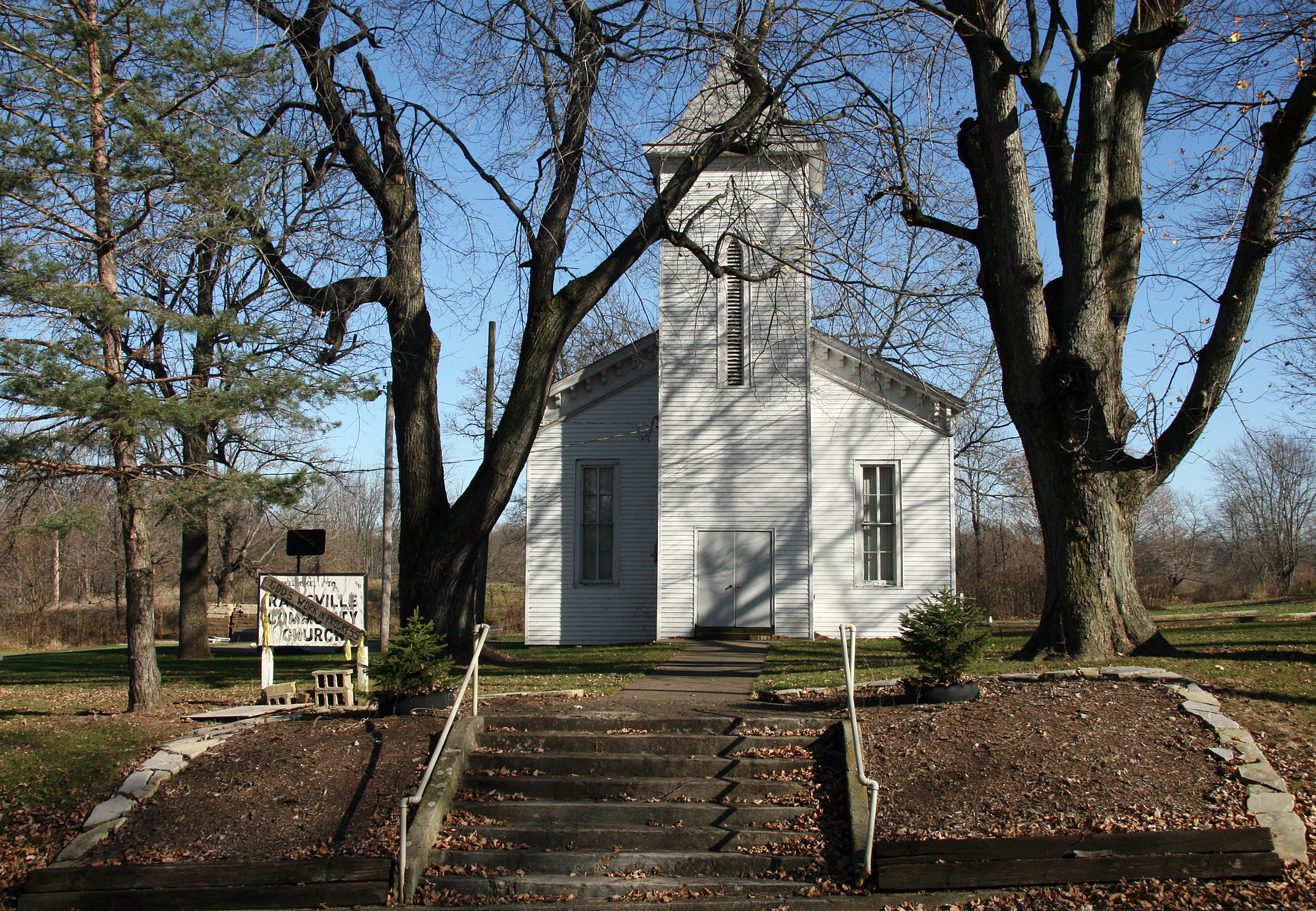
La Rainsville Community Church.

Rainsville est une localité non incorporée située dans le Pine Township, comté de Warren, dans l'Indiana, aux États-Unis.